# Julia Olofsson
Julia Olofsson, född 28 december 1984 i Karlstad, är en svensk konstnär.
Olofsson studerade designprogrammet vid Växjö universitet 2004-2006, bild och form kurs vid Växjö universitet 2006, Art Collage vid Folkuniversitetet 2007 och vid Dômen Konstskola 2008-2010.
Separat har hon ställt ut på Karlskoga konsthall, Konsthall K i Karlstad, Göteborgs Konstförening, Kulturhuset Kåken, Konsthallen Blå Stället i Angered och hos Konstfrämjandet Bergslagen i Örebro 2022. Hon har medverkat i samlingsutställningarna Stockholm Darkness på Slakthuset i Stockholm, Värmlands konstförenings Höstsalong på Värmlands museum, Tomma Rum i Ljusne, Artoteket med Konstfrämjandet i Värmland, Alingsås Konsthall, Kulturhuset Framtiden i Linköping och med Göteborgs konstförening.
Olofsson är representerad vid Göteborgs stad, Karlstad kommun och Karlskoga kommun.